# Valsesia
Die Valsesia oder auf Walserdeutsch Tseschrutol ist ein Alpental in der italienischen Provinz Vercelli, Region Piemont. Durch das Tal fließt der Fluss Sesia, der dem Tal seinen Namen gibt. Es erstreckt sich vom Monte-Rosa-Massiv bis in die Ebene von Vercelli und hat mehrere Seitentäler, deren Gebirgsbäche in die Sesia münden.

## Geographie
Das Haupttal, Val Grande genannt (nicht zu verwechseln mit dem nordöstlich, oberhalb von Verbania gelegenen Val Grande), hat eine S-Form. Die oberste Gemeinde in diesem Tal ist Alagna Valsesia. Die wichtigsten Seitentäler sind das Val Mastallone und das Val Sermenza, welche ihre Namen durch die Gebirgsbäche erhalten, welche sie durchfließen.
Zu den Gemeinden in der Valsesia gehören Varallo Sesia, Borgosesia, Gattinara, Scopello, Alagna Valsesia, Quarona, Fobello, Rimella, Alto Sermenza (2018 aus den bisherigen Gemeinden Rima San Giuseppe und Rimasco gebildet), Boccioleto, Rossa, Carcoforo, Romagnano Sesia, Vocca, Balmuccia, Scopa, Campertogno, Piode, Cravagliana und Serravalle Sesia.

## Sprachen
In der Valsesia spricht man eine Valsesisch genannte Version des Piemontesischen. In den letzten Jahrzehnten ist der Einfluss der italienischen Sprache stark gestiegen und junge Leute sprechen kaum noch Piemontesisch. In den beiden Walsersiedlungen Alagna Valsesia und Rimella wird teilweise noch Walserdeutsch gesprochen. 

## Wirtschaft
Es gibt einige Industriebetriebe in den tiefergelegenen Orten Varallo, Borgosesia, Quarona und Serravalle. Dabei handelt es sich hauptsächlich um Textilindustrie und Feinmechanikbetriebe. Landwirtschaft wird ebenfalls betrieben, bekannt ist hier der Wein aus dem Ort Gattinara, der auch diesen Namen trägt. Die höhergelegenen Orte leben hauptsächlich von Kunsthandwerk und Tourismus, wobei sowohl Bergwanderer im Sommer als auch Skifahrer im Winter angesprochen werden. Auf der Nordseite des Tals verlaufen mehrere Etappen des 55-tägigen Fernwanderwegs Grande Traversata delle Alpi. Das Gebiet rund um Alagna ist mit Liften, Berghütten und Pisten für den Sommer- und Wintersport erschlossen.